# Le amiche di mamma
Le amiche di mamma (Fuller House) è una sit-com statunitense pubblicata su Netflix dal 2016. Si tratta di un sequel della serie Gli amici di papà, del 1987-1995.
La prima stagione è stata pubblicata il 26 febbraio 2016, mentre la seconda stagione il 9 dicembre 2016. La serie è stata rinnovata per una terza stagione la cui prima parte (9 episodi) è stata pubblicata il 22 settembre 2017, sempre su Netflix. La seconda ed ultima parte della terza stagione (9 episodi) è stata pubblicata il 22 dicembre 2017, su Netflix, mentre la quarta stagione il 14 dicembre 2018. Il 28 gennaio 2019 viene annunciata la quinta ed ultima stagione di "Le Amiche Di Mamma", che come la terza stagione conterà un totale di 18 episodi, pubblicati in due mandate, entrambe di nove episodi.
Il 6 dicembre 2019 vengono pubblicati 9 dei 18 episodi della quinta stagione. I restanti nove vengono pubblicati il 2 giugno 2020.

## Trama

### Prima stagione
La serie è ambientata a San Francisco, proprio come l'originale. Il marito di DJ muore in un incendio e così la donna accetta l'aiuto della sorella Stephanie e della migliore amica Kimmy, divenuta nel frattempo madre di Ramona, per crescere i figli. Le tre e i loro figli si ritrovano a vivere presso la casa dove sono cresciute. Anche nonno Danny, Joey e lo zio Jesse aiutano le tre a crescere i loro nipoti.

### Seconda stagione
L'ex marito di Kimmy si trasferisce a vivere a casa Fuller. DJ sarà confusa su chi dovrà scegliere tra Steve e Matt, ma presto farà la sua scelta, anche perché uno dei due troverà presto la propria metà. Stephanie incontrerà finalmente il ragazzo che le farà di nuovo battere il cuore dopo le numerose delusioni d'amore.

### Terza stagione
L'ex marito di Kimmy compra la vecchia casa dei Gibbler e si trasferisce a vivere lì con il fratello di Kimmy, nonché fidanzato di Stephanie. Jackson rompe con la fidanzata, mentre la relazione di Ramona si fa sempre più seria. Inoltre Jackson è costretto a frequentare i corsi estivi a causa del brutto voto in storia, e conosce diversi amici. Conosce inoltre una ragazza, con cui non lega molto: si tratta della figlia di una vecchia amica di Stephanie, nonché nemica giurata di DJ. Stephanie ha un incidente, e convive con una gamba rotta. Steve organizza il matrimonio con l'aiuto di Kimmy. Nel terzo episodio nonno Danny partecipa alla festa del 4 luglio con la famiglia. Nel quinto episodio invece è lo zio Jesse a fare visita alla famiglia.

### Quarta stagione
Kimmy dà alla luce il figlio di Stephanie e Jimmy. Jimmy chiede a Stephanie di sposarlo, e quest'ultima accetta.

## Personaggi e interpreti

### Personaggi principali
- Donna Jo "DJ" Margaret Tanner Fuller, interpretata da Candace Cameron, doppiata da Cinzia Villari.
 Figlia maggiore di Danny, fa la veterinaria ed è la madre vedova di tre figli. Si ritrova costretta a crescere i figli da sola dopo la morte del marito, ma riceve l'aiuto della sorella Stephanie e l'amica Kimmy che si trasferiscono da lei.
- Stephanie Judith Tanner, interpretata da Jodie Sweetin, doppiata da Jolanda Granato.
 La sorella minore di DJ che prima viveva a Londra, ma si trasferisce per andare a vivere con la sorella e aiutarla a crescere i suoi figli. Ha scoperto di non poter avere bambini, ma grazie all'aiuto di Kimmy, diventerà mamma di una bambina.
- Kimberly "Kimmy" Louise Gibbler, interpretata da Andrea Barber, doppiata da Barbara De Bortoli.
 La migliore amica di DJ. È divorziata, ha una figlia di nome Ramona e lavora come organizzatrice di feste. Insieme a Stephanie, si trasferisce a casa di DJ, per aiutare quest'ultima a crescere i figli. Farà da madre surrogata a Stephanie per permetterle di avverare il suo sogno di diventare madre.
- Jackson Fuller, interpretato da Michael Campion, doppiato da Barbara Villa.
 Figlio di 13 anni di DJ. E' costretto a condividere la stanza con suo fratello Max e cedere la sua a Ramona. Inizialmente non va d'accordo con Ramona, ma poi imparano ad accettarsi ed aiutarsi a vicenda. È innamorato di Lola, la migliore amica di Ramona, ma poi lei lo lascia.
- Max Fuller, interpretato da Elias Harger, doppiato da Giulio Bartolomei.
 Figlio di 7 anni di DJ. Gli piace la scienza e ha lo stesso entusiasmo per la pulizia che aveva suo nonno Danny.
- Ramona Gibbler, interpretata da Soni Nicole Bringas, doppiata da Lucrezia Marricchi.
 Figlia di 13 anni di Kimmy e Fernando. Inizialmente non è contenta di doversi trasferire in casa Tanner e cambiare scuola ma poi diventa subito amica di una ragazza popolare di nome Lola. Adora ballare.
- Tommy Fuller, interpretato da Dashiell & Fox Messitt: figlio neonato di DJ.
- Fernando Hernandez Guerrero, interpretato da Juan Pablo Di Pace, doppiato da Juan Pablo Di Pace.
 Ex marito / fidanzato di Kimmy e padre di Ramona. All'inizio lui e Kimmy erano separati a causa delle infedeltà di lui, ma poi riesce a riconquistarla. Dieci mesi dopo si trasferisce nella vecchia casa di Kimmy insieme al fratello di lei.
- Steve Hale, interpretato da Scott Weinger, doppiato da Alberto Bognanni.
 Ex ragazzo di DJ dei tempi del liceo, cerca ancora di conquistarla.
- Matt Harmon, interpretato da John Brotherton.
 Collega di lavoro di DJ, compete con Steve per l'amore di lei.
- Lola Wong, interpretata da Ashley Liao.
 Migliore amica di Ramona, di cui Jackson è innamorato.
- Jimmy Gibbler, interpretato da Adam Hagenbuch.
 Fratello di Kimmy, ha una storia con Stephanie.
- Rocky, interpretata da Landry Bender. Fidanzata di Jackson nelle stagioni 3,4,5.
- Rose Harbenberger ,interpretata da Mckenna Grace. Fidanzata di Max nelle stagioni 3,4,5.

### Personaggi ricorrenti
- Daniel "Danny" Tanner, interpretato da Bob Saget, doppiato da Pierluigi Astore.
 Padre vedovo di DJ, Stephanie e Michelle.
- Jesse Katsopolis, interpretato da John Stamos, doppiato da Francesco Prando.
 Cognato di Danny e zio di DJ, Stephanie e Michelle. Sposato con Rebecca e padre dei gemelli Nicky e Alex.
- Joseph "Joey" Gladstone, interpretato da Dave Coulier, doppiato da Enzo Avolio.
 Migliore amico di Danny. Per DJ, Stephanie e Michelle è stato come un secondo padre.
- Rebecca "Becky" Donaldson, interpretata da Lori Loughlin, doppiata da Antonella Alessandro.
 Moglie di Jesse, madre di Nicholas (detto Nicky) e Alex.
- Nicky e Alex Katsopolis, interpretati da Blake e Dylan Tuomy-Wilhoit.
 Figli gemelli di Becky e Jesse, frequentano il college, sono comparsi solamente in pochi episodi tra la prima e seconda stagione.

### Personaggi citati
- Michelle Elizabeth Tanner, è la sorella minore di DJ e Stephanie. Vive a New York ed è una famosa stilista. Il suo personaggio è assente perché le sue interpreti (le gemelle Mary-Kate e Ashley Olsen) non hanno voluto riprendere il ruolo.

## Episodi
La terza e la quinta stagioni sono costituite da 18 episodi. In entrambi i casi, gli episodi sono distribuiti in due mandate, entrambe costituite da 9 episodi.
| Stagione         | Episodi | Pubblicazione USA | Pubblicazione Italia |
| ---------------- | ------- | ----------------- | -------------------- |
| Prima stagione   | 13      | 2016              | 2016                 |
| Seconda stagione | 13      | 2016              | 2016                 |
| Terza stagione   | 18      | 2017              | 2017                 |
| Quarta stagione  | 13      | 2018              | 2018                 |
| Quinta stagione  | 18      | 2019-2020         | 2019-2020            |